# آندراش کونیگ
آندراش کونیگ (انگلیسی: Joshua Andrew Koenig; ۱۷ اوت ۱۹۶۸ – ۱۴ فوریهٔ ۲۰۱۰) یک هنرپیشه، فیلم‌نامه‌نویس، بازیگر سینما، و کارگردان اهل ایالات متحده آمریکا بود. وی بین سال‌های ۱۹۷۳ تا ۲۰۱۰ میلادی فعالیت می‌کرد.
- ۱۹۸۸ - خیابان جامپ شماره ۲۱
- ۲۰۰۶ - نظریه همه‌چیز (فیلم ۲۰۰۶)